# 硫铜银矿
硫铜银矿（英語：Stromeyerite）是一种铜和銀的硫化物矿物，化学式为AgCuS。它是不透明的正交晶系晶体，颜色在蓝灰色至深蓝色之间。
硫铜银矿的模式产地在捷克中波希米亚州普日布拉姆縣的Vrančice。德国化学家弗里德里希·施特罗迈尔最早研究分析了这种矿物。后人为了纪念他的贡献，便将硫铜银矿以施特罗迈尔命名。